# Шабер

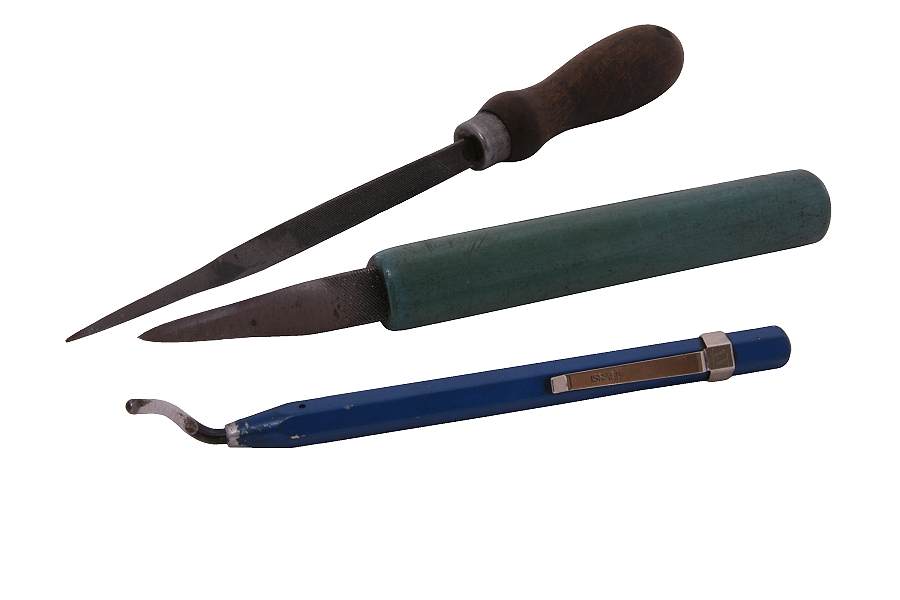

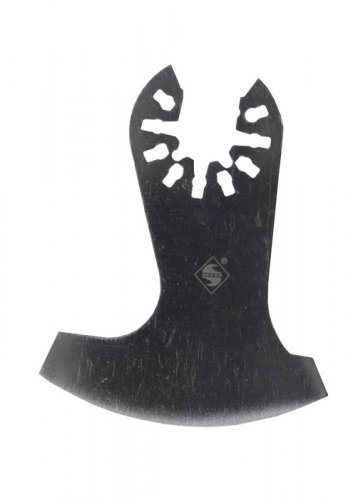
Шабер с незамкнутым посадочным кольцом для универсального резака

Ша́бер (нем. Schaber, от нем. schaben — скоблить) — инструмент для скобления (шабрения). 

## Описание
В промышленности используют ручные и шаберы с механическим приводом — электрические и пневматические шаберы.
Слесарный шабер — это трёх- или четырёхгранный ручной или механический инструмент, заточенный для получения режущих кромок, служащий для точной обработки поверхностей металлических изделий, притупления кромок, нанесения рисунков и надписей в гравировальном и литографском деле. Во время ремонта узлов и агрегатов (в основном транспорта) для очистки поверхностей от старых прокладок и остатков старого герметика, часто используется плоский заточенный перпендикулярно шабер и реже заточенный под углом около 45° в виде сапожного ножа.
Шабрение (или шабровка — срезание или соскабливание тонких слоёв металла с поверхности детали шабером) обычно производится после окончательной обработки деталей на металлорежущих станках и используется для точной подгонки сопрягаемых поверхностей деталей или для достижения герметичности их соединения.
Шаберы изготовленные из инструментальных углеродистых сталей У10 и У12А. Режущий конец шабера закаливают без отпуска до твёрдости HRC 64—66.
Универсальный шабер со сменными режущими пластинками состоит из корпуса, держателя, рукоятки, зажимного винта, сменной режущей пластинки из инструментальной стали или твёрдого сплава.
По форме режущей части шаберы делятся на плоские, трёхгранные, фасонные; по числу режущих концов (граней) — на односторонние и двусторонние; по конструкции — на цельные и со вставными сменными пластинками.
Плоские шаберы применяют для шабрения плоских поверхностей — открытых пазов, канавок и т. д. Длина плоских двухсторонних шаберов составляет 350—400 мм. Ширина шабера для грубого шабрения 20—25 мм, для точного — 5—10 мм. Толщина конца режущей части от 2 до 6 мм. Угол заточки у шаберов для чернового шабрения 70—75°, для чистового — 90°.
Двухсторонний плоский шабер благодаря наличию двух режущих кромок имеет большой срок службы до переточки. Трёх- и четырёхгранные шаберы применяют для шабрения вогнутых и внутренних цилиндрических и конических поверхностей. Трёхгранные и плоские шаберы часто изготавливаются слесарями самостоятельно заточкой изношенных напильников.
Дисковый шабер используют для шабрения широких и больших плоскостей. Режущий диск диаметром 50—60 мм и толщиной 3—4 мм затачивают на круглошлифовальном станке. Таким образом используется режущая кромка по всей окружности диска шабера, что повышает срок службы до переточки.
Шаберы используются также в строительстве, выполнения маникюра и т. д. Маникюрный шабер имеет форму миниатюрной лопаточки и его часто называют пушером.